# Vicuña (Chili)
Vicuña is een gemeente in de Chileense provincie Elqui in de regio Coquimbo. Vicuña telde 27.771 inwoners in 2017 en heeft een oppervlakte van 7610 km².

## Geboren
- Juan Antonio Iribarren (1885-1966), Chileens staatsman
- Gabriela Mistral (1889-1957), dichteres, diplomaat, hoogleraar en Nobelprijswinnares (1945)

- Gemeinsame Normdatei: 1066543798
- Library of Congress Control Number: nr97032744
- Nationale Bibliotheek van Israël: 987007545008605171
- Virtual International Authority File: 141175529